# 杂氮三环

杂氮三环类化合物的结构

杂氮三环（英语：atrane）是一类由三个五元环构成的三环化合物，它具有由一端的氮原子至另一端的路易斯酸原子（如硅、硼等）的跨环配位键。
Me2HN·AlL（H3L=三(2-羟基-3,5-二甲基苄基)胺）是第一个已知的在气相、溶液和固相都以单体形式存在的铝杂氮三环化合物。

基于杂氮三环结构的Fe(0)-N_{2}配合物。